# Podocarpus capuronii
Podocarpus capuronii — вид хвойних рослин родини подокарпових.

## Поширення, екологія
Країни поширення: Мадагаскар. Росте на скелетних піщаних ґрунтах над кварцитом або гнейсом, уздовж струмків у ярах і на кам'янистих схилах і гірських хребтах. Це повільнорослий кущ або низьке дерево у цих збіднених місцях; у лісі ж може досягати 20 м. Висота проживання коливається від 1320 до 2000 м, але, як повідомляється, поширюється до 2800 м над рівнем моря.

## Використання
Використання не зафіксовано для цього виду. Швидше за все, був використаний як дрова, коли ще був у достатку; можливо, деревина великих дерев використовувалась локально в будівництві і виготовлення ручних інструментів.

## Загрози та охорона
Втрата середовища існування вважається дуже високою по всьому центральному Мадагаскарі через вирубку лісів, різання дров, пожежі і випас худоби. Частини масиву Itremo недавно були визначені як охоронна територія: деякі з субпопуляцій знаходяться в цій області.